# Oxon Hill
Oxon Hill ist eine Ortschaft (CDP) im Prince George’s County im US-Bundesstaat Maryland. Das U.S. Census Bureau hat bei der Volkszählung 2020 eine Einwohnerzahl von 18.791 ermittelt. 
Der Ort liegt keine 5 Kilometer östlich von Alexandria am Südrand von Washington, D.C.

## Söhne und Töchter des Ortes
- Ronald Darby (* 1994), American-Football-Spieler